# Mireia Lleó
Mireia Lleó i Bertran (Barcelona, 23 de enero de 1960) es autora de los poemarios Brots d'enyor (Editorial Columna, 1996), Amb terra al pensament (Parsifal Ediciones, 1999), Parc encès (Editorial Columna, 2000),  Laberints secrets (Cossetània Ediciones, 2001), Batecs a cor obert (La Comarcal edicions, 2002), Per un vers (Témenos ediciones, 2009) y Mirall de versos.. Rosa Leveroni en la memòria, 1910-1985 (Témenos Edicions, 2011). Ha ganado varios premios, como la Espurna del Clot, el premio Cadaqués a Rosa Leveroni, el premio Joan Teixidor de Olot, el Decàlia de Valls y el Alella Maria Oleart. Ha publicado poemas en las revistas Reduccions y Els Marges. También ha colaborado en las antologías Poemes de la vinya i del vi, a cargo de Joana Bel (2003), y en Les vacants,  antología de textos de mujeres del siglo XX, a cargo de Josefa Contijoch (2005), así como en el aula de Poesía de Barcelona y en la Revista de Girona, haciendo crítica de poesía. Ha participado en varios libros colectivos: Trobada de poetes a vora la pintura d'Esther Boix (CCG, 2008) i Tombes i lletres (Edicions Sidillà, 2011),
Estudió, y tiene muchos buenos recuerdos, en la escuela municipal Es aquí donde se despertó la admiración hacia el papel del maestro. Nació entre pinturas y libros: el abuelo fue acuarelista, el padre pintor y la madre, de joven, trabajó  en la Biblioteca del Museo de Arte Moderno. Ella es maestra y licenciada en Geografía.

## Críticas
- Mireia Calafell en la revista Caràcters, núm. 55, 2011[8]
- Roger Costa-Pau[9] en el diario Avui  y en De sals i pedregams.
- Pau Joan Hernández "Cicles estacionals" en el diario Avui[10]
- Ferran Aisa en el diario Avui.[11]

## Premios Literarios
- L'Espurna del Clot de poesía, 1995: Brots d'enyor.
- Premios Literarios de Cadaqués-Rosa Leveroni, 1998: Amb terra al pensament.
- Ciutat de Olot-Joan Teixidor de poesía, 1999: Parc encès.
- Decàlia de Valls, 2001: Laberints secrets.
- Alella a Maria Oleart, 2001: Batec a cor obert..